# Моррисон, Джеймс (певец)
Джеймс Мо́ррисон (англ. James Morrison; род. 13 августа 1984, Рагби) — британский автор-исполнитель и гитарист, обладатель премии BRIT Awards.

## Биография
Его дебютный сингл «You Give Me Something» в 2006 году стал хитом в Европе, Австралии и Японии и вошёл в первую пятёрку хит-парадов Великобритании и Новой Зеландии. Последовавший за ним студийный альбом Undiscovered возглавил британский чарт. В 2008 году Моррисон выпустил альбом Songs for You, Truths for Me, который попал в пятёрку на родине музыканта и занял вершину хит-парада Ирландии. В поддержку этого диска были изданы хит-синглы «You Make It Real» и «Broken Strings», записанный в дуэте с Нелли Фуртадо. Моррисон сотрудничал, помимо Фуртадо, также с Джейсоном Мразом и другими исполнителями, как на записях, так и на концертах. Кроме того, он написал для итальянского певца Марко Карты композицию «Quello che dai», которая дебютировала на первом месте в Италии. Третий студийный альбом Джеймса Моррисона The Awakening вышел 23 сентября 2011 года.

## Дискография

### Альбомы
- Undiscovered (2006)
- Songs for You, Truths for Me (2008)
- The Awakening (2011)
- Higher Than Here (2015)
- You’re Stronger Than You Know (2019)

### Синглы
- «You Give Me Something» (2006)
- «Wonderful World» (2006)
- «The Pieces Don’t Fit Anymore» (2006)
- «Undiscovered» (2007)
- «One Last Chance» (2007)
- «You Make It Real» (2008)
- «Nothing Ever Hurt Like You» (2008)
- «Broken Strings» (при участии Нелли Фуртадо) (2008)
- «Please Don’t Stop the Rain» (2009)
- «Nothing Ever Hurt Like You» (2009)
- «Get to You» (2009)
- «I Won’t Let You Go» (2011)
- «Slave to the Music» (2011)
- «Up» (2011)
- «One Life» (2012)